# Liste der Kulturdenkmale im Concelho Oeiras
In der Liste der Kulturdenkmale im Concelho Oeiras sind alle Kulturdenkmale des portugiesischen Kreises Oeiras aufgeführt.

## Kulturdenkmale nach Freguesia

### Barcarena
|   | Offizielle Bezeichnung                                                                                      | Beschreibung | Kategorie         | Stufe | Jahr | Bild |
| - | --- | ------------ | ----------------- | ----- | ---- | ---- |
| 1 | Capela de Nossa Senhora da Conceição (oder Quinta de Sinel de Cordes, Quinta de Nossa Senhora da Conceição) |              | Sakralarchitektur | IIP   | 1982 |      |
| 2 | kupfersteinzeitliche Siedlung Leceia                                                                        |              | Bodendenkmal      | IIP   | 1963 |      |

### Carnaxide
|   | Offizielle Bezeichnung                                         | Beschreibung | Kategorie        | Stufe | Jahr | Bild |
| - | -------------------------------------------------------------- | ------------ | ---------------- | ----- | ---- | ---- |
| 3 | Aqueduto das Águas Livres mit seinen Zuläufen und Verbindungen |              | Zivilarchitektur | MN    |      |      |
| 4 | zugehörig zum Aquädukt: Trinkbrunnen und Oberlichter           |              | Zivilarchitektur | VC    | 1991 |      |

### Caxias
|   | Offizielle Bezeichnung                                                           | Beschreibung | Kategorie          | Stufe | Jahr | Bild |
| - | -------------------------------------------------------------------------------- | ------------ | ------------------ | ----- | ---- | ---- |
| 5 | Forte de São Bruno                                                               |              | Militärarchitektur | IIP   | 1978 |      |
| 6 | Gärten, Skulpturen und zwei Räume mit Bemalung im ehemaligen Paço Real de Caxias |              | Zivilarchitektur   | IIP   | 1953 |      |

### Cruz Quebrada - Dafundo
|   | Offizielle Bezeichnung    | Beschreibung    | Kategorie        | Stufe | Jahr | Bild |
| - | ------------------------- | --------------- | ---------------- | ----- | ---- | ---- |
| 7 | Brücke über den Rio Jamor | 17. Jahrhundert | Zivilarchitektur | IIM   | 1982 |      |

### Linda-a-Velha
|   | Offizielle Bezeichnung | Beschreibung | Kategorie        | Stufe | Jahr | Bild |
| - | ---------------------- | ------------ | ---------------- | ----- | ---- | ---- |
| 8 | Kodak Portuguesa, Lda. |              | Industriedenkmal |       |      |      |

### Oeiras e São Julião da Barra
|    | Offizielle Bezeichnung                                                | Beschreibung | Kategorie          | Stufe | Jahr | Bild |
| -- | --------------------------------------------------------------------- | ------------ | ------------------ | ----- | ---- | ---- |
| 9  | Palácio do Marquês de Pombal mit Garten, Casa de Pesca und Wasserfall |              | Zivilarchitektur   | MN    | 1953 |      |
| 10 | Torre de São Lourenço (oder Torre do Bugio)                           |              | Militärarchitektur | IIP   | 1957 |      |
| 11 | Forte de São Julião da Barra                                          |              | Militärarchitektur | IIP   |      |      |
| 12 | Pelourinho de Oeiras                                                  |              | Zivilarchitektur   | IIP   | 1933 |      |

### Paço de Arcos
|    | Offizielle Bezeichnung                                    | Beschreibung | Kategorie        | Stufe | Jahr | Bild |
| -- | --------------------------------------------------------- | ------------ | ---------------- | ----- | ---- | ---- |
| 13 | Solar da Quinta do Jardim und umgebender Park             |              | Zivilarchitektur | VC    | 1997 |      |
| 14 | Fornos de Cal (Ensemble aus fünf)                         |              | Zivilarchitektur | IIP   | 2002 |      |
| 15 | Quinta de Santo António da Mina (Nebengebäude und Garten) |              | Zivilarchitektur | VC    | 1999 |      |

### Queijas
|    | Offizielle Bezeichnung                | Beschreibung | Kategorie        | Stufe | Jahr | Bild |
| -- | ------------------------------------- | ------------ | ---------------- | ----- | ---- | ---- |
| 16 | Casa de D. Miguel (oder Vila Cacilda) |              | Zivilarchitektur | IIP   | 2002 |      |

Legende: PM – Welterbe; MN – Monumento Nacional; IIP – Imóvel de Interesse Público; IIM – Imóvel de Interesse Municipal; VC – Klassifizierung läuft